# تر هیده
تر هیده (به هلندی: Ter Heijde) یک منطقهٔ مسکونی در هلند است که در وستلاند واقع شده‌است. تر هیده ۰٫۴۶ کیلومتر مربع مساحت و ۶۱۰ نفر جمعیت دارد.